# سوبر سايز مي (فلم)
سوبر سايز مي (Super Size Me) فيلم وثائقي أنتج عام 2004 من تأليف وإنتاج وإخراج وبطولة مورغان سبورلوك، صانع أفلام أمريكي مستقل. القصة هي تجربة قام بها سبورلوك ووثقها في هذا الفيلم لكي يبين أثر الوجبات السريعة على صحة الإنسان، وخصص ماكدونالدز بهذه التجربة.

## أحداث الفيلم
إن هذا الفيلم الوثائقي يتبع فترة 30 يوما (في فبراير 2003) يقوم خلالها سبورلوك بتناول وشراء الطعام فقط من مطاعم ماكدونالدز بما فيها الوجبات الثلاث الرئيسية، وثم يراقب ما يحصل له. الفيلم يحكي الآثار الجسمية والنفسية التي يتعرض لها سبورلوك كنتيجة لهذه الحمية. في بداية الفيلم يجري سبورلوك تحاليل لنفسه يشرف عليها كذا طبيب سبق أن أخبرهم بتجربته التي ينوي خوضها. الأطباء تنبؤوا أنه سوف يزيد وزنه بعد التجربة بسبب ارتفاع نسبة الدهون. في الأيام الأولى من تجربته كانت النتائج إحساس بالاكتئاب والكسل والخمول مع إحساس بالجوع، وفي كل مرة يأكل من ماكدونالدز يشعر بالعجز الجنسي. عندما بدأ يشعر أنه غير طبيعي ذهب ليجري التحاليل قبل اكتمال الـ30 يوم. الأطباء قالوا له أنه يشرب الكحول وأشاروا إلى أن كبده في وضع سيء بسبب كثرة الترسبات الملحية فيها، وأن نسبة الدهون وكذلك نسبة السكر في الدم مرتفعة جدا، ووجدوا مادة تسبب الذبحة الصدرية مترسبة بشكل لا يحصل إلا عند كبار السن.وتراكم الدهون في الكبد. ولقد استغرق الأمر أربعة عشر شهرا من سبورلوك لانقاص الوزن الذي اكتسبة من التجربة. وبسبب ذلك، أمره الأطباء بإيقاف التجربة فورا لخطورتها الكبيرة على صحته.
هذا الفيلم أثار ضجة في الولايات المتحدة ومنها بدأت مطاعم ماكدونالدز بتكثيف الدعاية وبالذات في منطقة الشرق الأوسط.
وكان سبب تجربة سبورلوك هو تزايد انتشار السمنة في المجتمع الأمريكي الذي أعلن ك ـ«وباء»، والدعوى المقامة من منظمة الصحة العالمية والتي رفعت ضد ماكدونالدز نيابة عن اثنتين من الفتيات البدينات،

## اقرأ أيضا
- ماكدونالدية

## وصلات خارجية
- الموقع الرسمي للفيلم نسخة محفوظة 16 ديسمبر 2008 على موقع واي باك مشين.
- سوبر سايز مي على موقع IMDb (الإنجليزية)
- سوبر سايز مي على موقع ميتاكريتيك (الإنجليزية)
- سوبر سايز مي على موقع روتن توميتوز (الإنجليزية)
- سوبر سايز مي على موقع نتفليكس (الإنجليزية)
- سوبر سايز مي على موقع قاعدة بيانات الأفلام العربية
- سوبر سايز مي على موقع ألو سيني (الفرنسية)
- سوبر سايز مي على موقع Turner Classic Movies (الإنجليزية)
- سوبر سايز مي على موقع أول موفي (الإنجليزية)
- سوبر سايز مي على موقع بوكس أوفيس موجو (الإنجليزية)
- سوبر سايز مي على موقع فيلمافينيتي (الإسبانية)